# CHXR 73
CHXR 73 är en ensam stjärna belägen i Chamaeleon I, ett molekylärt moln, norra delen av stjärnbilden Kameleonten.  Baserat på parallax enligt Gaia Data Release 2 på ca 5,2 mas, beräknas den befinna sig på ett avstånd på ca 620 ljusår (ca 191 parsek) från solen.

## Egenskaper

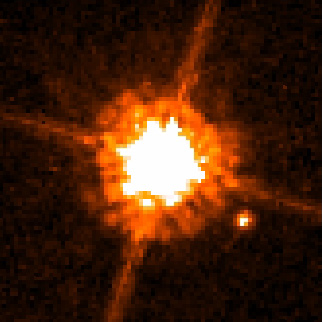
Hubbleteleskopets bild av CHXR 73 och dess följeslagare

CHXR 73 är en röd dvärg av spektralklass M3e.. Den har en massa som är ca 0,32 solmassa, en radie som är ca 0,83 solradie och har ca 0,09 gånger solens utstrålning av energi från dess fotosfär vid en effektiv temperatur av ca 3 500 K, en låg temperatur, som är typisk för röda dvärgar. Till skillnad från typiska röda dvärgar har stjärnan en ovanligt stor radie, vilket beror på dess låga ålder.

## Planetsystem
En följeslagare, CHXR 73 b, har hittats genom direktavbildning. Den har en massa på cirka 12 jupitermassor. Detta ligger nära den övre massgränsen för exoplaneter, vilket gör dess klassificering svår.
| Planet | Massa     | Halv storaxel (AE) | Siderisk omloppstid (d) | Excentricitet | Inklination | Radie |
| ------ | --------- | ------------------ | ----------------------- | ------------- | ----------- | ----- |
| b      | 13 ± 6 MJ | 210                | -                       | -             | -           | -     |